# Nirvana (Film)
Nirvana (Alternativtitel: Nirvana – Die Zukunft ist ein Spiel und Nirvana – Jagd im Cyberspace) ist ein Science-Fiction-Film aus dem Jahre 1997, inszeniert von Gabriele Salvatores. Der Film startete am 21. August 1997 in den deutschen Kinos.

## Handlung
Der Film dreht sich um den Computerspiele-Designer Jimi (Lambert) und Solo, einer Figur in seinem Spiel Nirvana. Er beginnt in einem Hotelzimmer in „Bombay-City“, in dem Jimi versucht, sich in ein Computersystem einzuhacken. In Rückblenden wird dann erzählt, wie er dorthin kam: Als Solo durch einen Computervirus Selbstbewusstsein entwickelt, konfrontiert er Jimi damit und bittet ihn schließlich, ihn zu löschen. Jimi verspricht es Solo, teilt ihm aber mit, dass das Spiel inzwischen beim Auftraggeber „Okosama Star“ abgegeben wurde. Daher muss Jimi sich in deren Computersystem einhacken. Zu diesem Zweck fährt er in das Araberviertel Marrakesch, um dort den Hacker Joystick zu finden. Gleichzeitig ist Joystick auch der einzige Anhaltspunkt, wo sich Jimis Ex-Freundin Lisa aufhält. Joystick teilt ihm mit, dass sie die Hilfe einer weiteren Hackerin namens Naima benötigen. Sie kontaktieren diese und verlassen mit einem gestohlenen LKW die Stadt. Als sie mit einer gefälschten Kreditkarte zahlen, werden sie im letzten Moment von Naima vor der Polizei gerettet. Zu dritt fahren sie jetzt nach Bombay-City, da sie dort einen Computervirus besorgen müssen, den sie auf dem Server von Okosama Star aussetzen wollen. Gleichzeitig ist das auch der letzte Aufenthaltsort von Lisa.
In der Zwischenzeit versucht Solo innerhalb des Spiels eine weitere Spielfigur, die Prostituierte Maria, zu überzeugen, dass die Welt nicht real ist. Doch diese will ihm nicht glauben.
In Bombay-City angekommen, erhalten sie von einem Guru den gesuchten Virus und erfahren gleichzeitig, dass Lisa inzwischen gestorben ist. Jimi erhält einen Chip, auf dem die Erinnerung von Lisa gespeichert ist. Er bittet Naima, die nach einem Unfall einen Zugangsport im Kopf hat, den Chip zu benutzen, damit er sie nach Lisa fragen kann. Als die drei von Agenten der Okosama Star angegriffen werden, können sie sich im letzten Moment befreien. Der Film fährt jetzt dort fort, wo er angefangen hat: In einem Hotelzimmer in dem Jimi versucht, sich in das System der Okosama Star einzuhacken. Dabei wird er von sogenannten DEVILS, Computerprogrammen zur Abwehr von Hackern, versucht daran zu hindern. Als einer der DEVILS die Form von Lisa annimmt, gelingt es diesem auch fast, doch Naima kann Jimi im letzten Moment mit Lisas Erinnerungen wieder von dem DEVIL losreißen. Mit dem Zugang können Naima und Joystick Schwarzgelder der Okosama Star verteilen. Da die Agenten jetzt über den Aufenthaltsort der drei Bescheid wissen, fliehen Naima und Joystick. Jimi bleibt zurück und löscht das Spiel „Nirvana“ mit Solo darin. Der Film endet damit, dass die Agenten der Okosama Star die Tür zu Jimis Hotelzimmer aufbrechen und Jimi auf sie schießt.

## Kritiken
filmbesprechungen.de bezeichnet den Film als „wirre Reise durch den Cyberpunk“ und wirft den Schauspielern eher blasses Spiel vor. Dennoch besitze der Film einen interessanten Plot, der sich durchaus erst beim zweiten Sehen erschließen würde.
zelluloid.de klassifiziert den Film eher als „wirres Feuerwerk an Ungereimtheiten“.